# أنشودة المطر (أغنية)
أنشودة المطر هي أغنية لمحمد عبده من كلمات الشاعر العراقي بدر شاكر السياب وألحان محمد عبده الذي لحنها بعد سلسلة طويلة من الرفض لملحني العراق نظراً لصعوبتها، يذكر أن الأغنية سُجلت في فترة ما بعد اعتزال محمد عبده مدخل التسعينات.

## الكلمات
عيناكِ غابتا نخيلٍ ساعةَ السَّحر
أو شُرفتانِ راح ينأى عنهما القمر
عيناكِ حين تبسِمان تورِقُ الكُروم
وترقصُ الأضواء كالأقمارِ في نهر
يرجُّه المجداف وهناً ساعة السَّحر
كأنما تنبضُ في غوريهما النّجوم
أنشودة المطر
مطر .. مطر .. مطر
تثاءبَ المساء والغُيوم ما تزال
تسِح ما تسِح .. مِن دُموعِها الثقال
كأنَ أقواسَ السَّحاب تشرب الغُيوم
وقطرةً فقطرةً تذوبُ في المطر
وتغرقانِ في ضبابٍ مِن أسن شفيف
كالبحر سرَّح اليدين
فوقه المساء .. دفءُ الشِتاء
وارتِعاشةُ الخريف
ويهطُلُ المطر
مطر .. مطر .. مطر
أتعلمين
أيَ حُزنٍ يبعث المطر
وكيف يشعُرُ الوحيدُ فيه بالضَّياع
كأنَّ طِفلاً باتَ يهذي قبل أن ينام
بأن أُمَّه التي أفاقَ مُنذُ عام .. فلم يجدها
ثُم حين لجَّ في السؤال
قالوا له: بعدَ غدٍ تعود .. لا بدَّ أن تعود
فتستفيقُ مِلءَ روحي نشوةُ البُكاء
ورعشةٌ وحشيةٌ تُعانِقُ السَّماء
كرعشةِ الطِفلِ إذا خافَ مِن القمر
مطر .. مطر .. مطر
ومُقلتاكِ بي تطيفانِ مع المطر
وعبرَ أمواجِ الخليج تمسح البُروق
شواطئَ الخليج بالنَّجومِ والمحار
كأنها تهمُ بالشَّروق
أصيحُ بالخليج .. يا خليج
ويرجعُ الصَّدى كأنه النشيج
أصيحُ بالخليج
يا واهبَ الَّلؤلؤِ والمحارِ والرَّدى
وأسمع الصَّدى مِن لُجَّةِ القرار
وينثرُ الخليج مِن هِباتِه الكِثار
في كلِ قطرةٍ مِن المطر
هي ابتسامٌ في انتظارِ مبسمٍ جديد
أو حلمةٌ تورَّدت على فمِ الوليد
في كلِ قطرةٍ مِن المطر
في عالم الغدِ الفتي .. واهبِ الحياة
ويهطِلُ المطر